# Antioch III Filokajsar
Antioch III Filokajsar lub Antioch III Epifanes (gr.: Ἀντίοχος Φιλοκαισαρ, Ἀντίοχος Filokajsar lub Ἀντίοχος ὀ Ἐπιφανής, Antíochos ó Epifanḗs) (zm. 17 n.e.) – król Kommageny z ormiańskiej dynastii Orontydów od 12 p.n.e. do swej śmierci. Syn i następca króla Kommageny Mitrydatesa III Antiocha Epifanesa i królowej Jotapy I, córki Artawazdesa I, króla Medii Atropatene i nieznanej z imienia królowej.

## Rys historyczny
Kiedy Antioch III zmarł w 17 r., doszło do poważnych zmian w królestwie, bowiem Kommagena doznała politycznego zamieszania. Powody tej sytuacji są nieznane. Prawdopodobnie doszło do tego z powodu nieletniego wieku jego dzieci, bowiem syn Antioch oraz córka Jotapa byli zbyt mali, by wstąpić po ojcu na tron. Nie było także żadnej władzy, by zapobiec tym niepokojom oraz podziałowi obywateli Kommageny na dwa obozy.
Po jego śmierci, doszło do podziału społeczeństwa na dwa obozy. Jeden obóz prowadzony przez panów z rodów arystokratycznych chciał, aby Kommagena została przyłączona do cesarstwa rzymskiego, a drugi prowadzony przez obywateli chciał zachować obecną sytuację.
Obozy polityczne w Kommagenie wysłały w spokoju posłów do Rzymu, szukając rady i pomocy rzymskiego cesarza Tyberiusza, by zadecydował o przyszłości królestwa. Kiedy oni zwrócili się do cesarza w tej kwestii, byli przygotowani przyjąć każdą decyzję Tyberiusza w tej sprawie. Cesarz zdecydował się przyłączyć królestwo do rzymskiej prowincji Syrii. Decyzja ta była mile widziana przez większość obywateli kraju, jednak część, szczególnie ci, którzy byli zwolennikami rodziny królewskiej nie byli zadowoleni z tego wyniku. Kommagena była pod rzymskim panowaniem, aż do czasów panowania cesarza Kaliguli, który przywrócił królestwo dla dzieci Antiocha III w 38 r.
Antioch III i jego syn są zaszczyceni na pomniku Filopapposa w Atenach, dedykowanym jego prawnukowi księciu Gajuszowi Juliuszowi Antiochowi Epifanesowi Filopapposowi, który był wybitnym i poważanym obywatelem w Atenach. Po lewej części figury pomnika jest posąg jego syna króla Gajusza Juliusza Antiocha IV Epifanesa. Poniżej posągu znajduje się napis, który brzmi: król Antioch syn króla Antiocha.

## Potomstwo
Antioch III z siostrą-małżonką Jotapą II miał dwoje dzieci (syna i córkę):
- Gajusz Juliusz Antioch IV Epifanes, późniejszy ostatni król Kommageny
- Julia Jotapa III Filadelf, późniejsza żona brata Antiocha IV Epifanesa, króla Kommageny